# Монтевиале
Монтевиа̀ле (на италиански и на венециански: Monteviale) е малко градче и община в Северна Италия, провинция Виченца, регион Венето. Разположено е на 157 m надморска височина. Населението на общината е 2789 души (към 2015 г.).